# Grassobbio
Grassobbio är en ort och kommun i provinsen Bergamo i regionen Lombardiet i Italien. Kommunen hade 6 460 invånare (2018).